# 千葉県立国分高等学校
千葉県立国分高等学校（ちばけんりつ こくぶんこうとうがっこう　英:Chiba Prefectural Kokubun High School）は、千葉県市川市稲越町に所在する県立高等学校。

## 設置課程
- 全日制
  - 普通科

## 沿革
- 昭和39年4月1日 - 千葉県立高等学校設置条例により設立する。
- 昭和39年4月14日 - 市川市立国分小学校旧校舎を仮校舎として開校する。第1回入学式が挙行される。
- 昭和40年2月28日 - 第1期工事を竣工する。（管理棟・普通教室棟4791平方メートル）
- 昭和40年6月19日 - 校旗・校歌を制定する。
- 昭和41年7月31日 - 第2期工事を竣工する。（特別教室棟3087平方メートル）
- 昭和42年8月10日 - 第3期工事を竣工する。（体育館・武道館2139平方メートル）
- 昭和42年11月17日 - 開校披露ならびに校舎落成式が挙行される。
- 昭和63年3月25日 - 屋内運動場付属施設（小体育館）工事を竣工する。（478平方メートル）
- 平成元年3月25日 - 体育倉庫兼部室工事を竣工する。（120.38平方メートル）
- 平成2年7月11日 - セミナーハウス（宿泊研修施設）工事を竣工する。
- 平成6年11月5日 - 創立30周年記念式典が挙行される。
- 平成12年12月28日 - コンピュータ室整備を竣工する。
- 平成26年11月13日 - 創立50周年記念式典が挙行される。

## 行事
- 4月 - 始業式、入学式、新入生歓迎会
- 5月 - 球技大会、中間考査、リーダー研修会
- 6月 - 合唱祭、生徒総会、校内英語スピーチコンテスト
- 7月 - 期末考査、終業式、 夏季休業、夏季進学課外、一日体験入学
- 8月 - 部活動合宿
- 9月 - 始業式、梨香祭文化の部（文化祭）、梨香祭体育の部（体育祭）
- 10月 - 学校説明会、中間考査
- 11月 - 進路ガイダンス
- 12月 - 期末考査、終業式、冬季休業
- 1月 - 始業式、大学入試共通テスト、総合学力テスト（1,2年）、百人一首大会（1年）
- 2月 - 修学旅行（2年）、マラソン大会、一般入学者選抜
- 3月 - 卒業式、学年末考査、終業式

## 著名な出身者
- 古今亭菊之丞(落語家)
- 柳家さん花(落語家)
- 湶尚子(タレント）[要出典]
- 吉田ひろゆき(漫画家)
- 中地舞(サッカー)
- 海宝直人（ミュージカル俳優）

## アクセス
- 市川駅北口バスターミナル・市川真間駅より京成バス「国分高校」行き終点下車。
- 松戸駅より京成バス「市川駅」行き、新京成バス「梨香台団地行」または「東松戸病院」行きに乗車し「梨香台団地入口」下車徒歩15分。
- 秋山駅下車徒歩25分。

## 部活動
- 陸上競技部
- サッカー部
- 野球部
- ソフトボール部
- テニス部
- バスケットボール部
- バレーボール部
- バドミントン部
- 剣道部
- 卓球部
- バトントワリング部
- 山岳部
- 文芸部
- 漫画研究部
- 英語部
- 写真部
- 現代音楽部
- 吹奏楽部
- 茶道部
- 書道部
- 美術部
- 演劇部
- 天文部
- 生物部
- 物理部
- 化学部
- 華道部
- 家庭科部
- 合唱同好会